# Cementeri de Sant Josep
El cementeri de Sant Josep, conegut popularment com a Garroferal de Mut i antigament com a cementeri Nou, és una necròpolis de la ciutat de Castelló de la Plana, al País Valencià.
El creixement de la població al segle xix va fer necessària la seua construcció i el 1861 tingué lloc el primer enterrament, d'Antonia Llop i Ramos. Després de diverses ampliacions, va arribar al màxim de la seua capacitat a les primeries del segle xxi.
El seu cementeri civil va ser el lloc escollit per a inhumar en fosses comunes les víctimes de la repressió franquista. És per açò que ha sigut objecte d'activitats de reparació de la memòria democràtica fins a dia de hui.
En albergar les tombes de personatges il·lustres de la localitat castellonenca, esta necròpolis reuneix una gran quantitat d'art funerari (especialment de panteons) i al seu recinte han tingut lloc diversos itineraris culturals.

## Història

### L'antic cementeri del Calvari
El cementeri del Calvari, que estava ubicat a l'espai que ara ocupa la Pèrgola del Parc Ribalta, havia sigut beneit el 28 o 29 d'abril de 1804, però prompte va ser escapçat per l'arribada de la línia fèrria a Castelló i va veure expropiada una part per causa de la construcció de l'antiga carretera nacional (la de Saragossa). A més, la població del municipi va experimentar un creixement considerable i les lleis de l'època van prohibir que les necròpolis estigueren dins de la ciutat. És per açò que l'any 1859 es va prendre la decisió de construir un nou cementeri allunyat del nucli urbà.

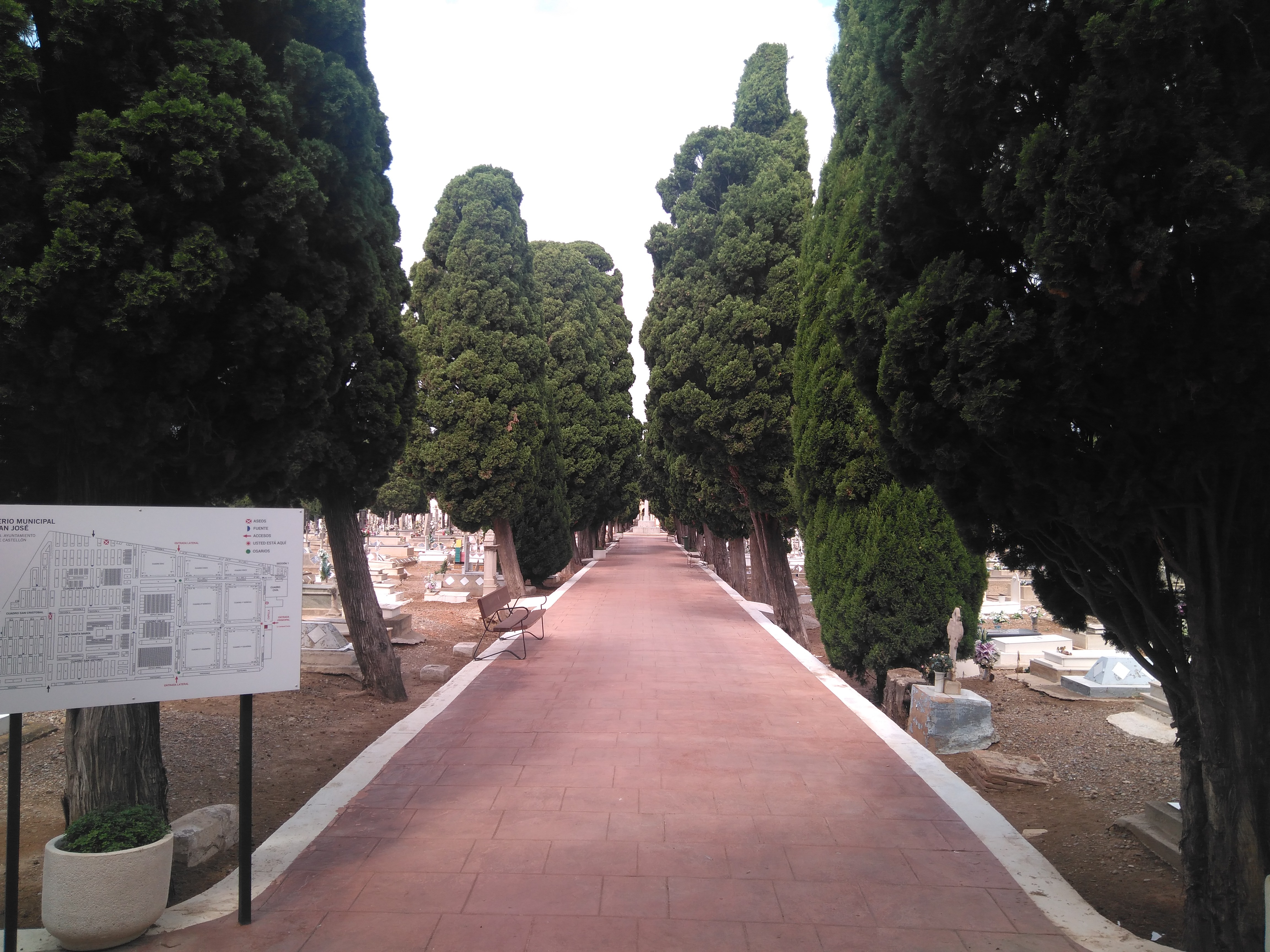
Camí d'entrada al cementeri de Sant Josep.

L'Ajuntament va encarregar el seu disseny a l'arquitecte provincial Vicente Martí Salazar, que el va tindre enllestit el 1860 i va escollir per a la seua construcció un gran camp de garroferes a l'altre costat del riu Sec de Borriol, propietat del veí José Mut, que es coneixia popularment com el Garroferal del Mut. El nou cementeri va ser beneit el 6 d'octubre de 1860, però no va ser inaugurat fins al 13 de maig de 1861, en morir el dia anterior Antonia Llop i Ramos. Les restes mortals que hi havia al Calvari van ser traslladades al nou cementeri entre el 28 de gener de 1865 i el 18 de novembre de 1868.

### El primer enterrament
Antonia Llop i Ramos (Castelló de la Plana, 9 de novembre de 1800 – 12 de maig de 1861), vídua d'Ignacio Nebot, formava part d'una família de jornalers, i va morir de metritis i essent pobra de solemnitat. Esta última condició la convertia en la persona idònia atès que, segons les lleis del moment, el primer cadàver enterrat en un cementeri havia de complir eixa condició, a banda que l'alcalde i el capellà la considerara virtuosa.

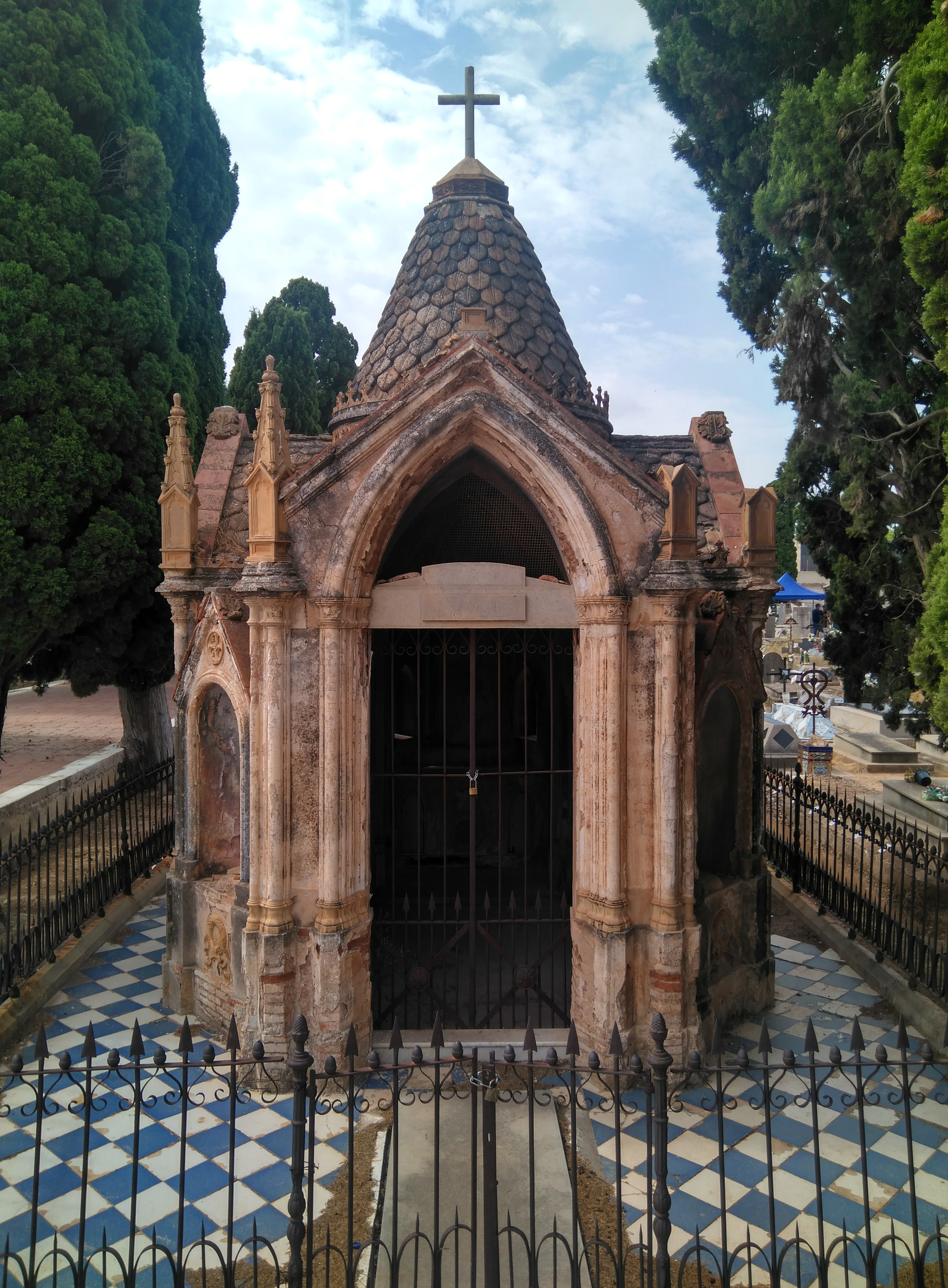
Hi ha diversos mausoleus presents al cementeri. Este, d'estil neogòtic, data del 1892.

Per eixa raó Antonia Llop va protagonitzar la primera inhumació del cementeri de Sant Josep. Es va convertir en un acte fastuós i amb un fèretre que va necessitar quinze dies de confecció, una comitiva fúnebre formada per pobres de la Casa de la Misericòrdia, orfes del col·legi de Sant Vicent Ferrer, treballadors de l'ajuntament, membres del clero, una multitud de ciutadans de totes les classes socials i dues bandes municipals. A la seua làpida de marbre negre encara s'hi pot llegir el text original en castellà:
NACIDA EN ESTA CIUDAD
EL DÍA 9 DE NOVIEMBRE DE 1800
FALLECIÓ VIUDA Y POBRE EN EL HOSPITAL
FUE LA PRIMERA INHUMACIÓN
QUE HUBO EN ESTE CEMENTERIO
EL ENTIERRO SE CELEBRÓ CON GRAN SOLEMNIDAD

Traduïble al valencià com a:
NASCUDA EN ESTA CIUTAT
EL DIA 9 DE NOVEMBRE DE 1800
VA FINAR VÍDUA I POBRE A L'HOSPITAL
VA SER LA PRIMERA INHUMACIÓ
QUE HI HAGUERA EN ESTE CEMENTERI
L'ENTERRAMENT ES VA CELEBRAR AMB UNA GRAN SOLEMNITAT

### Remodelacions i ampliacions
En morir Martí Salazar en 1864, la vacant d'arquitecte municipal va ser ocupada per Manuel Montesinos Arlándiz, que va prendre l'encàrrec de reformar el projecte del cementeri i el va adaptar a la normativa d'eixa època.
Al llarg del segle xx s'hi van fer nombroses remodelacions i ampliacions, com ara la instal·lació del crematori i el columbari per a les urnes cineràries. Tamateix, la capacitat del cementeri va arribar al seu màxim i l'Ajuntament de Castelló va haver d'adquirir noves terres on alçar-hi el nou cementeri: fon als marges del terme municipal, a prop de la carretera de Borriol, i es va inaugurar el 1r de novembre de 2004.

## El cementeri civil

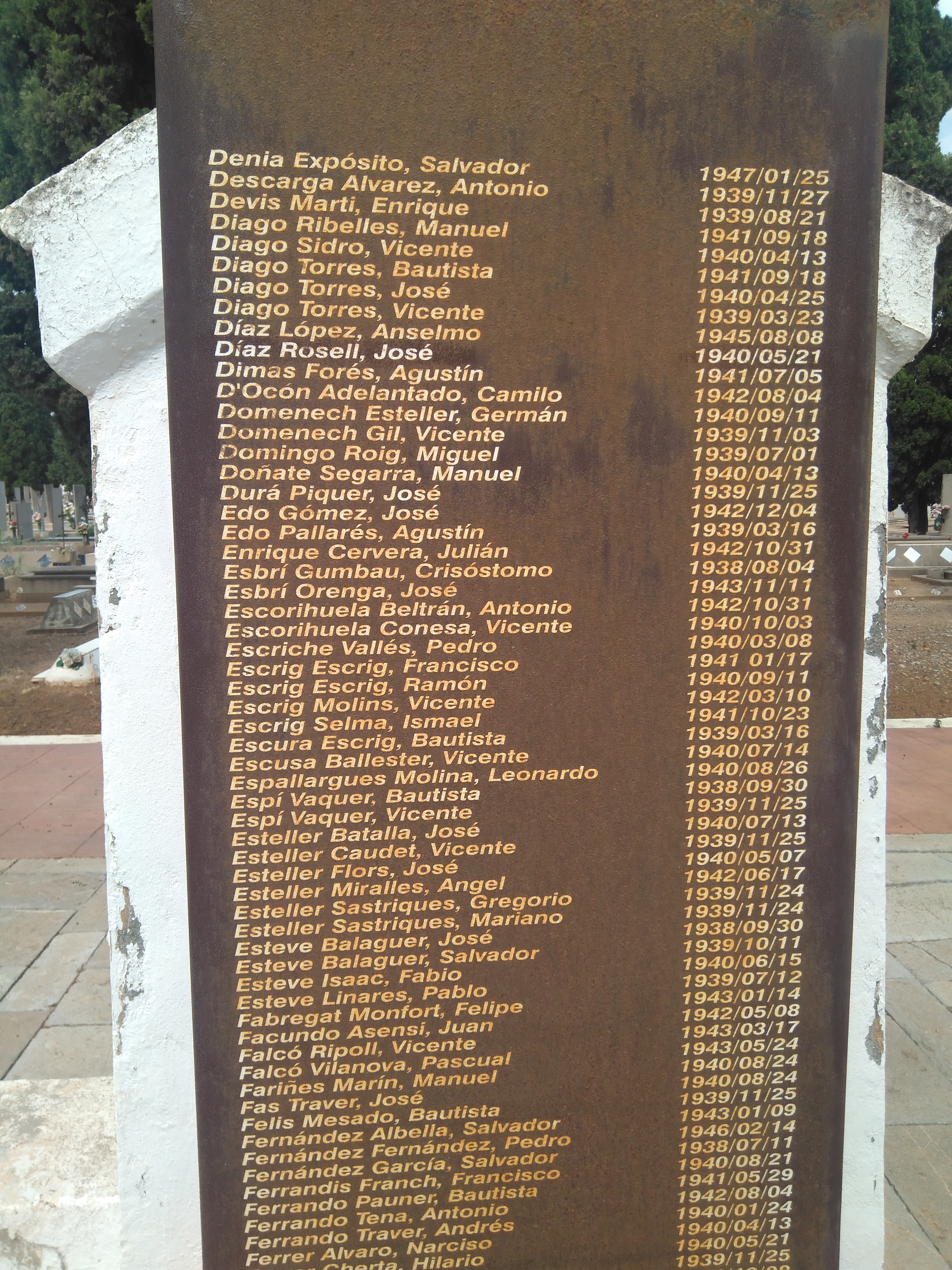
Llista de represaliats enterrats al cementeri civil de Sant Josep.

Signada pel ministre de Governació espanyol Ramón Serrano, la Reial Ordre de 31 de juliol de 1871 disposava que els Ajuntaments havien de destinar dins dels cementeris un lloc separat per als cadàvers dels qui no pertanyien a la religió catòlica. Amb tot, no va ser fins al 12 de maig de 1884 que no s'hi va commemorar el primer enterrament, que va ser del metge Joaquín Ramos Peris, onder establit a Vila-real. Eixe cas va alçar una forta polèmica entre catòlics i lliure-pensadors.
Tanmateix, no fon fins al 1924, en acabar les obres d'eixample del cementeri, que el governador civil va autoritzar l'obertura d'un cementeri civil pròpiament dit, on d'ençà de 1928 s'hi van començar a traslladar els cadàvers no catòlics que havien sigut ja enterrats en l'antic recinte.
La Llei de Cementeris municipals o Llei de Secularització de 1932 va obligar els alcaldes a ajuntar els cementeris catòlics i els civils —sense fer-ne cap distinció— tot i que en octubre de 1938, amb l'avanç del bàndol revoltat feixista durant la Guerra Civil espanyola, es van tornar a aixecar de nou les tàpies que els separaven. L'arribada de la repressió franquista durant les dècades següents va suposar que 969 víctimes foren documentades com a enterrades al cementeri de Sant Josep. D'estes, 530 van ser inhumades al cementeri civil dins de fosses comunes.
L'any 2016 l'Ajuntament de Castelló i l'Empresa Mixta Nou Cementeri de Castelló, en col·laboració amb el Grup per la Recerca de la Memòria Històrica, va dignificar aquest cementeri civil mitjançant la demolició de la tàpia, la inscripció dels noms de les víctimes de la repressió i la instal·lació d'una placa informativa que explica la història del recinte.
La Regidoria de Cultura i Memòria Democràtica de Castelló de la Plana va presentar el 2 de febrer del 2023, a l'Atri de Menador Espai Cultural, l'exposició Terra marcada. S'hi va mostrar el treball que hi va haver darrere de cinc anys de campanyes d'exhumacions de les víctimes de la dictadura franquista al cementeri civil i de reparació de la memòria democràtica. Eixe mateix dia, Juan Luis Porcar, un dels organitzadors de l'exposició, va ser agredit per un grup de feixistes que havien acudit a l'Atri de Menador per a rebentar la presentació d'un llibre de Carles Mulet Garcia.

## Obres

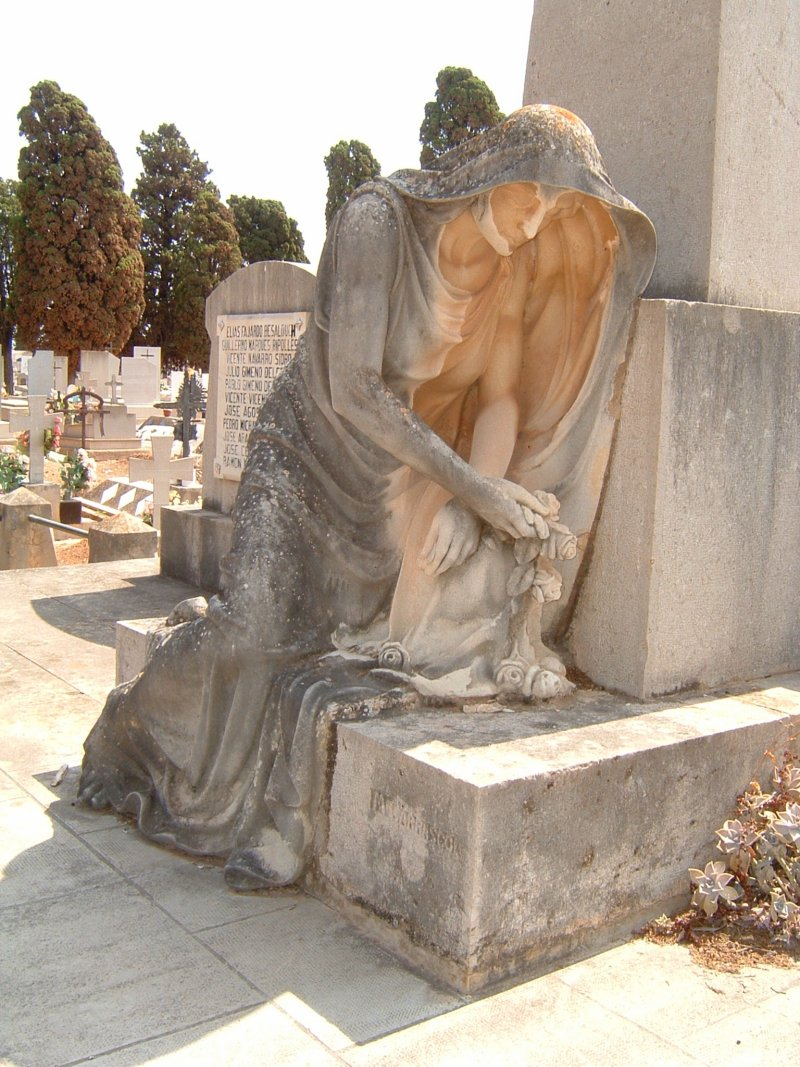
Mausoleu homenatge a les víctimes de la tragèdia del cinema La Pau, obra de l'escultor Manuel Carrasco.

En els seus quasi 150 anys d'activitat, el cementeri de Sant Josep ha acollit l'obra de famosos artistes. Dels arquitectes que hi han treballat cal destacar els panteons de Francisco Tomás Traver (autor de la Casa dels Caragols i de l'Institut Francesc Ribalta), Godofred Ros de Ursinos i Calduch, Francisco Maristany Casajuana, Luís Ros de Ursinos Polo de Bernabé, José Gimeno Almela i Vicente Traver Tomás entre d'altres.
També són rellevants les obres d'escultors com ara Josep Viciano Martí, Manuel Carrasco Giménez, Tomás Colón Bauzano, Juan Bautista Adsuara i membres de l'antiga familia d'escultors i marbristes fundada per Vicent Ramon Cabedo Falomir, és a dir, ell mateix i també Josep Cabedo Claros, Vicent Cabedo Claros i Vicent Claros Viciano. No és tampoc menyspreable el treball dels ceramistes Juan Bautista Alós Peris, Vicent Abad Navarro, Rafael Guallart Carpí i Manolo Abad.

## Itineraris culturals
D'ençà de 2016 l'Ajuntament de Castelló va endegar una sèrie d'itineraris culturals al cementeri de Sant Josep que tenen la intenció de protegir i divulgar el patrimoni cultural que hi resideix, a fi i efecte de convertir-lo en una mena de museu a l'aire lliure.

### Un recorregut per la memòria
El primer itinerari s'estructurava entorn de les tombes de personatges representatius de la vida de la ciutat, que en diverses èpoques van contribuir de diverses maneres a construir la identitat de la societat castellonenca. Eixe itinerari incloïa les sepultures dels fills predilectes o adoptius de Castelló que hi ha enterrats, que fan un total de dotze.

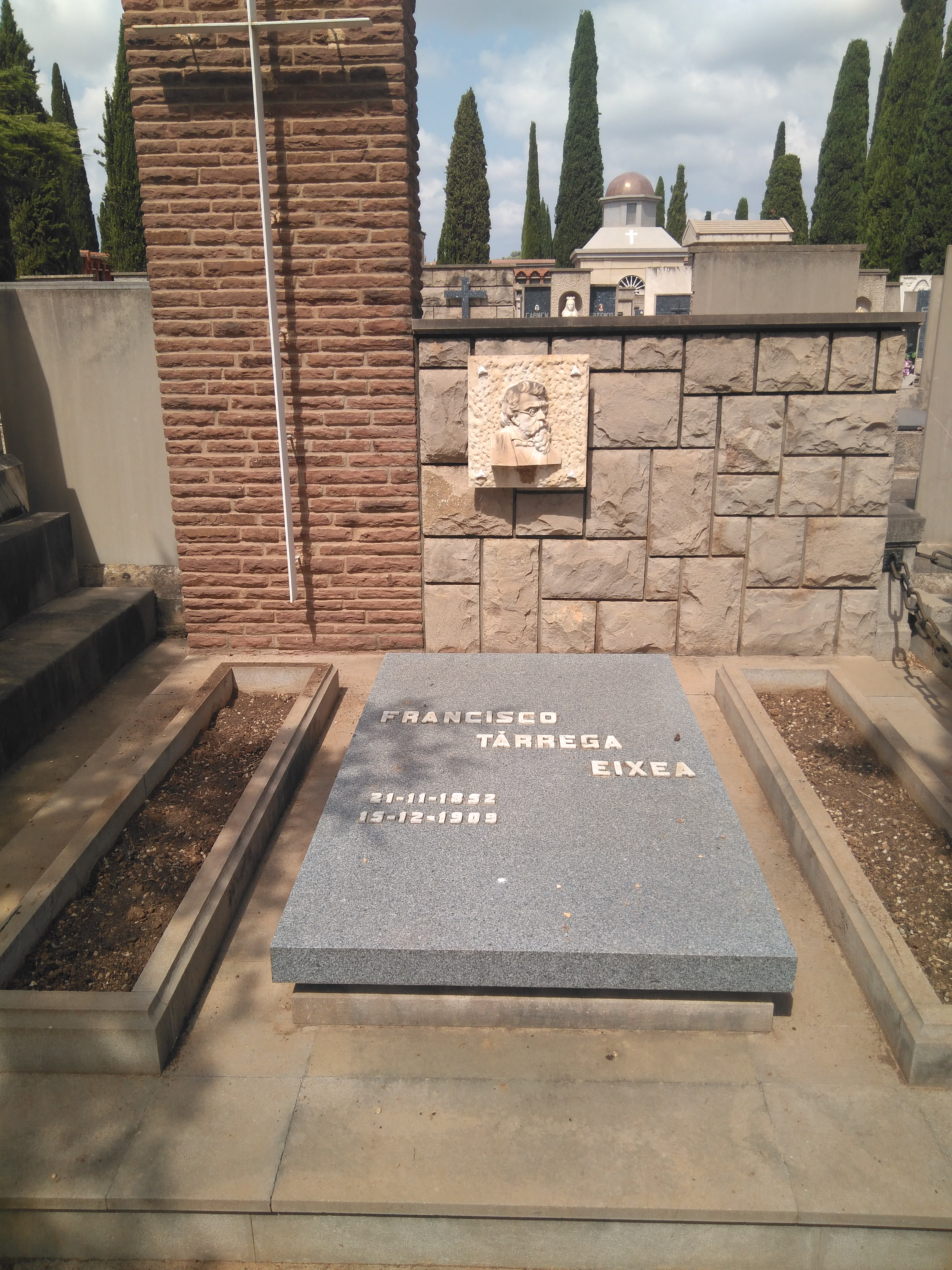
Tomba de Francisco Tàrrega al cementeri de Sant Josep.

La llista de fills predilectes i adoptius de Castelló de la Plana (entre parèntesis, l'any que van concedir-los la distinció honorífica) és la següent:
- Fills predilectes:

1. Matilde Salvador (2003, compositora i pintora)
2. Miquel Peris Segarra (1984, poeta)
3. Bernat Artola i Tomàs (1983, poeta)
4. Fernando Herrero Tejedor (1963, polític)
5. Joan Baptista Porcar i Ripollés (1952, pintor)
6. Juan Bautista Adsuara Ramos (1950, escultor)
7. Fernando Gasset Lacasaña (1920, advocat i polític)
8. Leandro Alloza Agut (1882, enginyer)
9. Vicente Ruiz Vila (1882, advocat i polític)

- Fills adoptius:

1. Casimir Melià Tena (1986, enginyer i escriptor)
2. Lluís Revest i Corzo (1963, historiador i cronista de la ciutat)
3. Josep Clarà Piñol (1922, metge cirurgià)

### De ruta per l'obra funerària de Juan Bautista Adsuara Ramos
El segon dels itineraris es va inaugurar el primer de novembre de 2017. Quinze dels treballs de l'escultor castellonenc, la majoria en bronze, poden veure's dins del cementeri i ajuden a il·lustrar l'evolució del seu estil artístic.

### Dones immortals
El tercer d'estos itineraris es va preparar a través del Museu de la Ciutat de Castelló (MUCC), i es va estrenar el 13 de desembre del 2019. Amb motiu de la pandèmia DE COVID-19 es va haver d'interrompre momentàniament i no es va reprendre fins al juliol de 2020. Este recorregut pel cementeri pretén ser un homenatge a 24 dones que han lluitat pels drets humans o que han sigut protagonistes, en alguns casos anònimament, dels esdeveniments històrics de la ciutat. Acompanya l'itinerari el treball documental elaborat per Queta Ródenas Simó, que va ser plasmat en un llibre dissenyat per Marta Negre i publicat en quatre llengües (valencià, castellà, anglés i francés). La llista de dones de l'itinerari es mostra a continuació:
| - Juana Goñi Liceaga (1848-1922), periodista - Vicenta Armengot Vila (1836-1892), mestra - Teresa Giménez Selma (1898-1990), sindicalista - Dolores Nebot Morte (1907-1940), represaliada i afusellada - Elisa Ull Marí (1913-1939), represaliada i afusellada - Antonia LLop i Rams (1800-1861), pobra de solemnitat - Matilde Salvador i Segarra (1918-2007), compositora - Lola Cabello Moreno (1905-1942), cantaora - Beatriz Guttmann Goldberger (1931-2014), pintora - Palmira Pla Pechovierto (1914-2007), pedagoga i diputada al Congrés espanyol - Cristina María Alloza Sanz (1922-2009), escriptora - Josefina López Sanmartín (1919-1989), periodista i senadora - Isabel Martínez Blaya (1914-1989), miliciana i política - Piedad Ortells Agut (1921-2007), la primera advocada de Castelló | - Elisa Balaguer i Gonel (1895-1980), pintora i la primera conductora de Castelló - M. Lidón Saborit Solsona (1901-1901), cas de consciència - Àngela Moreno Gómez (1870-1922), víctima de violència de gènere - Eladia Pedrós Clemente (1854-1917), mestra pionera - Eduvigis Tena Pastor (1875-1950), la primera regidora municipal de Castelló - Elvira Irulegui Galindo (1845-1921), humanitarista que va ajudar les víctimes de la guerra de Cuba - María Pilar Gil Montaner (1901-1993), la primera farmacèutica - Natalia Jimeno Gil (1838-1858), el primer trasllat al nou cementeri - Joaquina P. P. (1828-1911), tomba anònima - Francisca García Mir (1897-1986), sindicalista, feminista i represaliada |

### Ensenyants capdavanters a Castelló
Un altre dels itineraris culturals del cementeri ha tingut com a tema principal la introducció d'innovacions pedagògiques en la localitat, i va tindre lloc en febrer del 2024, aprofitant la proximitat en el calendari del Dia Internacional de l'Educació. També s'integrà al Museu de la Ciutat (MUCC) i va incloure una visita guiada teatralitzada. Els protagonistes d'aquest itinerari van ser:
| - Francisco Llorca Ferrandis, primer catedràtic de Física i Química i impulsor de l'Observatori Meteorològic Provincial. - Jaume Pachés Andreu, autor de la Salve a la Mare de Déu del Lledó. - Elisa Balaguer i Gonel, pintora i la primera conductora de Castelló. - Luis Sábat Suau, dibuixant sord que aconseguí crear una plaça de professor de dibuix a la Casa Provincial de Beneficència. - Vicent Artero Pérez, que fou president de l'Associació Nacional de Primera Ensenyança i dona nom a un col·legi de Castelló. - Eladia Pedrós Clemente, que lluità perquè els treballs manuals s'integraren a l'ensenyança. - Carolina Ortega Cabrera, mestra partidària de la pedagogia Freinet i ensenyant de sericicultura a les colònies escolars. - Joaquín Gresa Montolio, un dels impulsors de les colònies escolars, represaliat i encarcerat. | - Carlos Selma Roig, cofundador de l'Escola d'Arts i Oficis de Castelló, dona el nom a un col·legi. - Mateo Asensi Garcés, membre del primer claustre de l'IES Francesc Ribalta i director de la seua biblioteca. - Magdalena Carbonell, mestra partidària de les fitxes paidològiques. - Antonio Botella Mateu, primer professor d'anglés de l'IES Francesc Ribalta. - Nicolás Forés Vilar, primer professor de gimnàstica. - Arturo Martín Milian, mestre represaliat i afusellat. - Palmira Pla Pechovierto, una de les 27 dones que van formar part de la legislatura que aprovà la Constitució espanyola de 1978. - Francisco Canós Sanmartín (no enterrat al cementeri, però dona nom a un carrer i un col·legi de Castelló). |

## Altres iniciatives culturals
Pel que fa a distincions rebudes, el cementeri de Sant Josep va ser guardonat amb el segon premi del Concurs de Cementeris d'Espanya en la categoria de Millor Història, organitzat per Funespaña el 2018. Dins de la programació de la 10a edició de Castelló Negre que es va celebrar el 2019, es va incloure una activitat anomenada Crims de novel·la en el cementeri, conduïda per Queta Ródenas, una historiadora que va treballar profusament sobre el cementeri de Sant Josep. En eixe recorregut feia un repàs de criminals i víctimes relacionades amb les tombes d'esta necròpolis. Les set històries que hi va narrar van ser publicades posteriorment al diari Levante-El Mercantil Valenciano.